# KFC Helzold
Dernière mise à jour : 20 septembre 2011.
Le Koninklijke Helzold Football Club Zolder est un ancien club de football belge, localisé dans le village de Zolder. Le club est fondé en 1929, et reçoit le matricule 1488 lors de son affiliation à l'Union Belge. Il disparaît en 1999 dans une fusion avec le club voisin du K. SK Heusden, pour former K. Heusden-Zolder SK. 
Durant son Histoire, le matricule 1488 club a joué 26 saisons dans les séries nationales, dont 2 au deuxième niveau.

## Histoire
Le club est fondé en 1929 sous le nom FC Helzold, et s'affilie le 28 août à la Fédération belge de football qui lui attribue le matricule 1488 . Le club est versé dans les séries régionales limbourgeoises. En 1949, le club parvient pour la première fois de son Histoire en Promotion, alors troisième et dernier niveau national. Le club remporte le titre dans sa série dès sa première saison, ce qui lui ouvre les portes de la Division 1, le deuxième niveau national.
Helzold joue deux saisons au deuxième échelon, jusqu'en 1951-1952. Le club termine à la onzième place dans sa série, mais à la suite de la grande réforme du football belge pour créer un quatrième niveau national, le club est rétrogradé en Division 3. Ce recul dans la hiérarchie est mal négocié par le club, qui termine avant-dernier et subit une seconde relégation consécutive.
Dans cette nouvelle Promotion, le club joue régulièrement les premiers rôles. Il termine trois fois deuxième, en 1955, 1957 et 1958, mais seul le vainqueur de chaque série est admis à l'échelon supérieur. La saison 1960 se termine mal pour le club, qui finit à une place de relégable. Après onze saisons consécutives en «nationales», le club est relégué vers les séries provinciales.
Reconnu "Société Royale" en 1955, le club, qui a adapté sa dénomination en « K. Helzold FC Zolder », revient en Promotion en 1963. Il joue à nouveau la tête du classement, et parvient à remporter sa série en 1971, ce qui lui ouvre les portes de la Division 3. La même saison, le club avait réussi l'exploit d'éliminer le Lierse, pensionnaire de D1, en 1/32e de finale de la Coupe de Belgique. En « D3 », Helzold joue chaque saison pour son maintien, jusqu'à la saison 1974-1975, que le club termine à l'avant-dernière place, synonyme de retour en Promotion. Trois ans plus tard, le club termine dernier de sa série et retourne à nouveau en provinciales, après quinze nouvelles saisons dans les séries nationales. 
Le club parvient à remonter pour une saison en Promotion en 1987, mais après cela, il ne quittera plus jamais les séries provinciales. En 1996, il est relégué en deuxième provinciale. Deux ans plus tard, il absorbe l'AS Lindeman, un petit club originaire du quartier Lindeman à Zolder. Ce club évoluait en quatrième provinciale, et portait le matricule 9042. Le club fusionné conserve le nom et le matricule de K. Helzold FC Zolder.
En 1999, soit un an après cette première fusion, le club est lui-même absorbé par le K. SK Heusden, porteur du matricule 2614. Ce club vient de monter en quelques années de la deuxième provinciale à la troisième division, et nourrit l'ambition de monter encore d'un cran dans la hiérarchie. Le nouveau club prend le nom de K Heusden-Zolder SK, et conserve le matricule 2614 d'Heusden. Le matricule 1488 d'Helzold est radié des listes de la fédération.

## Résultats dans les divisions nationales
Statistiques clôturées, club disparu

### Palmarès
- 1 fois champion de Belgique de Division 3 en 1950.
- 1 fois champion de Belgique de Promotion en 1971.

### Bilan
| Niv | Divisions     | Jouées | Titres | TM Up | TM Down |
| --- | ------------- | ------ | ------ | ----- | ------- |
| I   | 1re nationale | 0      | 0      |       |         |
| II  | 2e nationale  | 2      | 0      |       |         |
| III | 3e nationale  | 6      | 1      |       |         |
| IV  | 4e nationale  | 19     | 1      |       |         |
| V   | 5e nationale  | 0      | 0      |       |         |
|     |               |        |        |       |         |
|     | TOTAUX        | 27     | 2      | 0     | 0       |

- TM Up : test-match pour départager des égalités, ou toutes formes de Barrages ou de Tour final pour une montée éventuelle.
- TM Down : test-match pour départager des égalités, ou toutes formes de Barrages ou de Tour final pour le maintien.

### Classements saison par saison
| Ordre               | Saison  | Nom du club               | Niveau                      | Classement final            | Remarques          |
| ------------------- | ------- | ------------------------- | --------------------------- | --------------------------- | ------------------ |
| 1                   | 1949-50 | FC Helzold                | Promotion (D3) série D      | 1er/16                      | Champion et promu! |
| 2                   | 1950-51 | FC Helzold                | Division 1 (D2) série A     | 12e/16                      |                    |
| 3                   | 1951-52 | FC Helzold                | Division 1 (D2) série B     | 11e/16                      | Relégué            |
| 4                   | 1952-53 | FC Helzold                | Division 3 série A          | 15e/16                      | Relégué!           |
| 5                   | 1953-54 | FC Helzold                | Promotion série B           | 4e/16                       |                    |
| 6                   | 1954-55 | FC Helzold                | Promotion série A           | 2e/16                       | [ saisons 2 ]      |
| 7                   | 1955-56 | K. Helzold FC Zolder      | Promotion série D           | 5e/16                       |                    |
| 8                   | 1956-57 | K. Helzold FC Zolder      | Promotion série A           | 2e/16                       | [ saisons 3 ]      |
| 9                   | 1957-58 | K. Helzold FC Zolder      | Promotion série C           | 2e/16                       | [ saisons 4 ]      |
| 10                  | 1958-59 | K. Helzold FC Zolder      | Promotion série C           | 5e/16                       |                    |
| 11                  | 1959-60 | K. Helzold FC Zolder      | Promotion série D           | 14e/16                      | Relégué!           |
| séries provinciales |         |                           |                             |                             |                    |
| 12                  | 1963-64 | K. Helzold FC Zolder      | Promotion série C           | 9e/16                       |                    |
| 13                  | 1964-65 | K. Helzold FC Zolder      | Promotion série C           | 9e/16                       |                    |
| 14                  | 1965-66 | K. Helzold FC Zolder      | Promotion série B           | 3e/16                       |                    |
| 15                  | 1966-67 | K. Helzold FC Zolder      | Promotion série C           | 4e/16                       |                    |
| 16                  | 1967-68 | K. Helzold FC Zolder      | Promotion série D           | 9e/16                       |                    |
| 17                  | 1968-69 | K. Helzold FC Zolder      | Promotion série B           | 9e/16                       |                    |
| 18                  | 1969-70 | K. Helzold FC Zolder      | Promotion série D           | 3e/16                       |                    |
| 19                  | 1970-71 | K. Helzold FC Zolder      | Promotion série C           | 1er/16                      | Champion et promu! |
| 20                  | 1971-72 | K. Helzold FC Zolder      | Division 3 série B          | 14e/16                      |                    |
| 21                  | 1972-73 | K. Helzold FC Zolder      | Division 3 série A          | 12e/16                      |                    |
| 22                  | 1973-74 | K. Helzold FC Zolder      | Division 3 série A          | 12e/16                      |                    |
| 23                  | 1974-75 | K. Helzold FC Zolder      | Division 3 série B          | 16e/16                      | Relégué!           |
| 24                  | 1975-76 | K. Helzold FC Zolder      | Promotion série C           | 11e/16                      |                    |
| 25                  | 1976-77 | K. Helzold FC Zolder      | Promotion série C           | 8e/16                       |                    |
| 26                  | 1977-78 | K. Helzold FC Zolder      | Promotion série B           | 16e/16                      | Relégué!           |
| séries provinciales |         |                           |                             |                             |                    |
| 27                  | 1987-88 | K. Helzold FC Zolder      | Promotion série C           | 15e/16                      | Relégué!           |
| séries provinciales |         |                           |                             |                             |                    |
|                     | 1999    | Fusion avec K. SK Heusden | Le matricule 1488 disparaît | Le matricule 1488 disparaît |                    |